# Тонгански език
Тонганският език е австронезийски език, говорен от около 120 000 души в Тонга.